# Polonizzazione

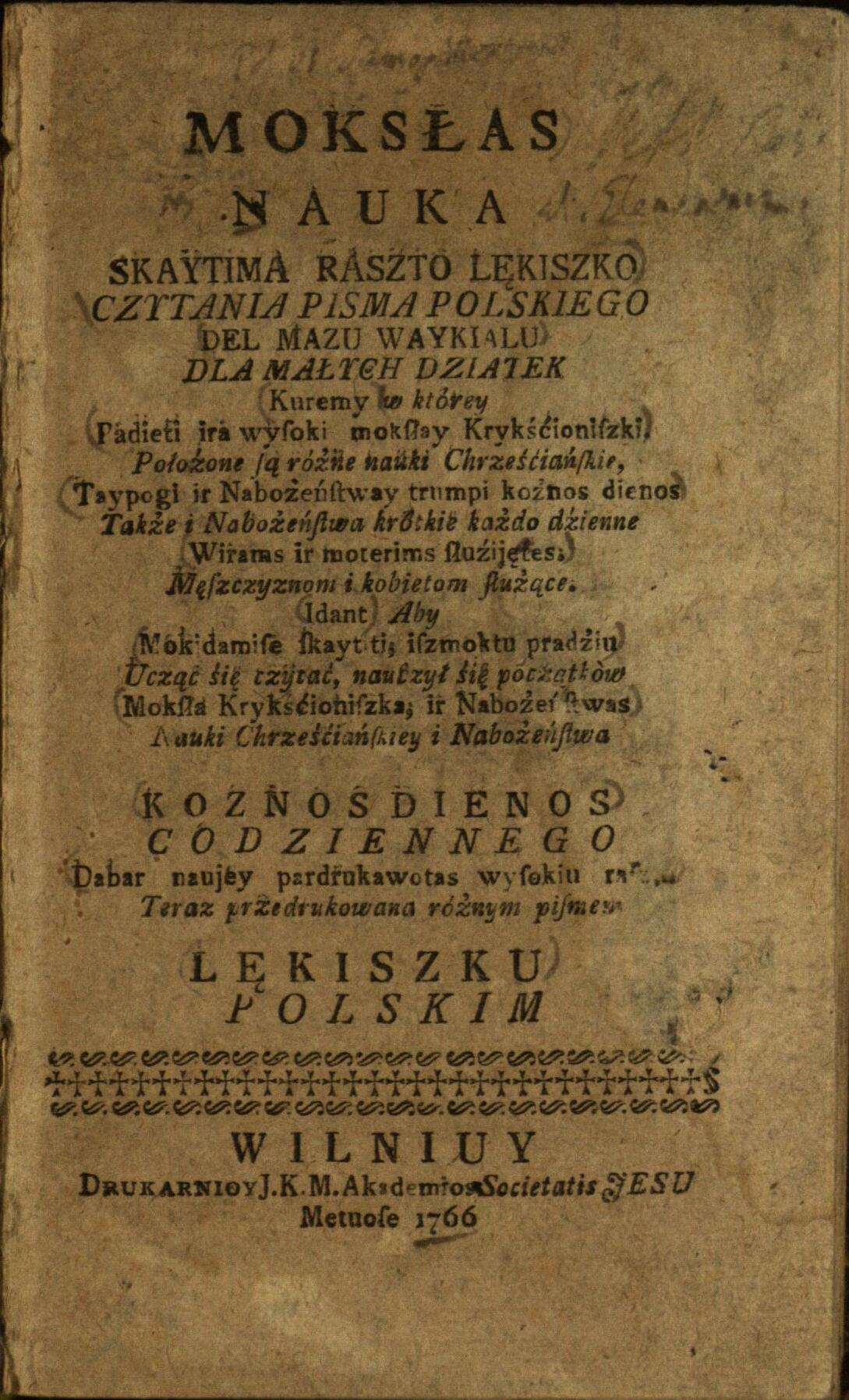
Primer in lingua polacca (in lingua lituana) dedicato ai bambini di etnia lituana, pubblicato a Vilnius, 1766

La polonizzazione (in polacco: polonizacja) è l'acquisizione o l'imposizione di elementi della cultura polacca, specialmente della lingua, in alcuni periodi della storia da parte di popolazioni non polacche dei territori controllati o sostanzialmente influenzati dalla Polonia. La polonizzazione è spesso associata alle politiche di assimilazione implementate da altre potenze europee che hanno aspirato alla dominazione su altre regioni (esempio la germanizzazione, la romanizzazione, la russificazione, ecc.) oppure è stata paragonata a politiche perseguite da nazioni ricostruite che hanno voluto promuovere il ruolo della loro madre lingua nella società (come l'ucrainizzazione).
La polonizzazione fu importante durante l'epoca della Polonia dei Piast, della Confederazione polacco-lituana (1569-1795) e durante la Seconda Repubblica di Polonia (1918-1939) sebbene il processo di polonizzazione in ognuna delle due epoche fu differente, a causa della diversità dei periodi storici. Durante la Confederazione, la cultura polacca, influenzata da quella occidentale, attrasse la nobiltà delle comunità rutene (bielorussi e ucraini), tedesche (con l'Ostsiedlung) e lituane, portando all'alienazione di quelle classi sociali dalle loro radici etniche.
La polonizzazione è stata talvolta strettamente legata alla conversione alla fede cattolica romana, in quanto in alcune aree e in alcuni periodi storici la cultura polacca e quella cattolica coincidevano totalmente, anche se non erano unite universalmente. La promozione della Chiesa cattolica romana a scapito di quella ortodossa fu l'aspetto della polonizzazione più risentito dai bielorussi e dagli ucraini. Al contrario i lituani, che erano principalmente cattolici, rischiarono di perdere la loro identità culturale come nazione, ma ciò non divenne chiaro alle masse lituane fino alla rinascita del nazionalismo lituano che avvenne a metà del XIX secolo.
Nel XX secolo la politica di polonizzazione della Seconda Repubblica di Polonia fu mirata al raggiungimento di un'omogeneità etnica nell'intero territorio della Polonia, in quanto circa un terzo della popolazione era non-polacca. Queste politiche enfatizzarono soprattutto l'utilizzo della lingua polacca nell'istruzione e nell'utilizzo ufficiale, discriminando le altre lingue; i propositori di questa politica speravano che nel giro di poche generazioni la lingua polacca sarebbe divenuta in tal modo dominante. Dato però che queste iniziative furono attuate in un periodo relativamente breve, contribuirono anche all'incremento delle tensioni etniche che portarono, tra le altre cose, alle violenze scaturite durante la seconda guerra mondiale.